# Chironomus viridipes
Chironomus viridipes är en tvåvingeart som beskrevs av Macquart 1826. Chironomus viridipes ingår i släktet Chironomus och familjen fjädermyggor.
Artens utbredningsområde är Frankrike. Inga underarter finns listade i Catalogue of Life.